# Y học
Y học, y khoa hay gọi ngắn là y là khoa học ứng dụng liên quan đến chẩn đoán, tiên lượng, điều trị và phòng ngừa bệnh tật. Y học gồm nhiều phương pháp chăm sóc sức khỏe vốn liên tục phát triển với mục đích duy trì, hồi phục sức khỏe từ việc phòng ngừa và chữa bệnh. Y học hiện đại áp dụng khoa học y sinh, nghiên cứu y sinh, y sinh học di truyền và công nghệ y tế để chẩn đoán, điều trị và ngăn ngừa chấn thương và bệnh tật thông qua thuốc men, phẫu thuật hoặc liệu pháp phong phú như tâm lý trị liệu, nẹp, thiết bị y tế, dược chất sinh học, trị liệu bức xạ,...
Y học đã tồn tại từ hàng ngàn năm trước, phần lớn lịch sử coi đây lại là một môn nghệ thuật, có mối liên hệ chặt chẽ với tôn giáo và triết học theo từng bản sắc văn hóa địa phương. Ví dụ, thầy sắc thuốc sẽ cầm dược liệu thảo mộc và cầu nguyện để chữa bệnh, hoặc triết gia và bác sĩ thời cổ đại sẽ trích máu dựa trên thuyết thể dịch (humorism). Thế kỷ gần đây, kể từ khi khoa học hiện đại ra đời, y học là sự kết hợp giữa nghệ thuật và khoa học (cả nghiên cứu ban đầu và ứng dụng, một dạng phân ngành của khoa học y tế). Mặc dù kỹ thuật khâu khi phẫu thuật mang tính nghệ thuật, chỉ được học thông qua thực hành, nhưng kiến thức sinh học tế bào và y học phân tử sẽ bổ trợ kiến thức cho các bác sĩ khi thực hành.
Từ "y học" trong tiếng Anh là "medicine" có nguồn gốc từ tiếng Latin là "ars medicina", nghĩa là "nghệ thuật chữa bệnh".
Dù công nghệ y học cũng như sự chuyên môn hóa ngành y đã phát triển thành trụ cột nền y học hiện đại nhưng vì phương pháp chữa trị trực tiếp giữa bác sĩ và bệnh nhân vẫn hiệu quả giúp giảm thiểu đau bệnh nên chúng cần tiếp tục thực hiện, thông qua việc quan tâm đến cảm xúc cũng như lòng trắc ẩn nói chung của con người.
Song hành với y học hiện đại còn có y học cổ truyền và y học dân gian. Ví dụ, bằng chứng về tính hiệu quả liệu pháp châm cứu có sự "thay đổi và không nhất quán" đối với tình trạng bệnh tật cụ thể, nhưng lại an toàn khi một học viên qua đào tạo thực hành trên người.
Lang băm ám chỉ người hoặc thao tác chữa bệnh, không phân biệt việc đây là hành động tiền khoa học (y học cổ truyền và y học dân gian) hay giả khoa học hiện đại. Ví dụ, phương pháp nắn chỉnh cột sống (chiropractic) phủ nhận hoàn toàn lý thuyết mầm bệnh của khoa học hiện đại.

## Lịch sử y học
Cho đến nay, nhiều tác giả cho rằng lịch sử y học có thể đã ra đời cùng với lịch sử phát sinh bệnh tật và lịch sử người thầy thuốc. Trong hang Ba anh em (La Grotte des Trois Frères) người ta đã tìm được bức vẽ cách đây khoảng 17 ngàn năm mô tả một phù thủy đầu hươu đang chữa bệnh.
Y học thời tiền sử dùng thảo mộc, thể tạng động vật hay khoáng chất để chữa trị mà nhiều khi chúng được người chữa trị (như tu sĩ, thầy thuốc) mô tả như là những chất thần diệu. Ngành nhân y học (tiếng Anh: medical anthropology) nghiên cứu các hệ thống y học thời tiền sử cùng quan hệ của chúng với xã hội con người.
Y khoa sơ khởi được ghi nhận từ lâu trong nhiều nền văn minh cổ như Ấn Độ, Ai Cập, Trung Hoa hay Hy Lạp. Ông Hippocrates được xem là tổ sư của ngành y mà kế thừa ngày nay là y học phương Tây hay Tây y., còn ông Galen đã đặt nền tảng phát triển cho lý luận y khoa. Sau khi đế chế La Mã sụp đổ và bắt đầu thời Trung Cổ, các lương y trong thế giới đạo Hồi đã kế tục và tạo nên bước đột phá lớn cho ngành nhờ được hỗ trợ từ bản dịch sang tiếng A rập các công trình của Hippocrates và Galen. Nhiều lương y tiên phong nổi tiếng là người A Rập, như ông Avicenna được gọi là "tổ sư y học hiện đại", ông Abulcasislà tổ sư ngành phẫu thuật, ông Avenzoar là tổ sư ngành phẫu thuật thực nghiệm, ông Ibn al-Nafis là tổ sư ngành sinh lý học circulatory physiology, và ông Averroes. Còn ông Rhazes sáng lập ngành nhi khoa là người đầu tiên phản biện thuyết Grecian về humorism vẫn ảnh hưởng đến y học phương Tây thời Trung đại.
Ngành y sinh học hiện đại theo tiêu chuẩn khoa học (kết quả nghiên cứu có thể kiểm tra và tái lập) ra đời đã thay thế Tây y truyền thống vốn dựa vào thảo dược. Mốc thời gian đánh dấu ngành y hiện đại hình thành là khi Robert Koch phát hiện sự lây bệnh do vi khuẩn khoảng năm 1880 và sự ra đời của thuốc kháng sinh năm 1900. Thời kì hiện đại khởi đi từ cuối thế kỷ XVIII tại châu Âu đã sinh ra nhiều tên tuổi có đóng góp nền tảng cho ngành y, chẳng hạn tại Đức và Áo có Rudolf Virchow, Wilhelm Conrad Röntgen, Karl Landsteiner, Otto Loewi; tại Anh có Alexander Fleming, Joseph Lister, Francis Crick; tại Hoa Kỳ có William Williams Keen, Harvey Cushing, William Coley, James D. Watson; tại Pháp có Jean-Martin Charcot, Claude Bernard, Paul Broca và nhiều người ở các nước khác.
Khi khoa học kĩ thuật phát triển thì ngành y ngày càng dựa vào dược phẩm nhiều hơn, ngành dược học bắt nguồn từ thảo dược ra đời và đến ngày nay nhiều loại thuốc vẫn được bào chế từ thực vật (như atropine, ephedrine, warfarin, aspirin, digoxin, vinca alkaloids, taxol, hyoscine...) mà loại đầu tiên tên arsphenamine/Salvarsan do ông Paul Ehrlich tìm ra năm 1908 khi ông nhận thấy vi khuẩn nhiễm độc chất nhuộm nhưng tế bào người lại không bị. Hai ông Edward Jenner và Louis Pasteur tìm ra vắc-xin (vaccine). Loại kháng sinh đầu tiên do người Pháp chế ra có tên gọi thuốc sulfa có nguồn gốc từ thuốc nhuộm azo. Nhiều rắc rối bắt đầu nảy sinh từ đấy. Khoa công nghệ sinh học hiện đại chấp nhận việc bào chế thuốc nhắm đến một quá trình sinh lý cụ thể nhưng đôi khi cũng bào chế thuốc sao cho thích ứng với cơ thể nhằm tránh tác dụng phụ của thuốc.
Y học thực chứng là một trào lưu hiện thời có mục đích thiết lập quy trình chẩn trị hiệu quả nhất bằng phương pháp "xét duyệt có hệ thống" (tiếng Anh: systematic review) và "phân tích lượng lớn" (meta-analysis) theo khoa thống kê. Nó phát triển nhờ tiến bộ của khoa học thông tin hiện đại giúp thu thập và phân tích khối lượng dữ liệu, bằng chứng rất lớn theo quy chuẩn, sau đó phổ biến cho các nơi làm dịch vụ chăm sóc sức khỏe hay phòng trị bệnh. Một nan đề cho phương pháp "tối ưu" này là nó có thể bị xem là cách tiếp cận có tính "tiểu thuyết", nghĩa là sẽ tạo ra nhiều đánh giá khác nhau. Báo cáo của chương trình hợp tác Cochrane là phong trào chủ trương ý kiến này năm 2001 cho biết trong 160 bản "xét duyệt có hệ thống" của Cochrane, căn cứ vào hai người nhận xét, thì có 21,3% bằng chứng không đầy đủ, 20% không công hiệu và 22,55% bằng chứng là dương tính.

## Thao tác lâm sàng
Những bước cơ bản nhất để thiết lập một chẩn đoán y khoa là Hỏi, Nhìn, Sờ, Gõ, Nghe trong Y học hiện đại (Tây y) hoặc Tứ chẩn là Vọng chẩn (nhìn), Văn chẩn (nghe), Vấn chẩn (hỏi) và Thiết chẩn (sờ nắn, bắt mạch) trong Y học cổ truyền. Một khi đã có chẩn đoán sơ bộ từ việc thăm khám lâm sàng nói trên, người thầy thuốc có thể quyết định điệu trị ngay hoặc đề nghị một số xét nghiệm cận lâm sàng khác để xác định chẩn đoán hoặc loại trừ chẩn đoán. Các xét nghiệm cận lâm sàng thường được dùng trong chẩn đoán là huyết học, sinh hóa, hình ảnh học, vi sinh vật học, tế bào học, giải phẫu bệnh, thăm dò chức năng và có thể là các xét nghiệm cao cấp hơn như di truyền học.
Trong kĩ thuật điều trị, bác sĩ tiếp xúc bệnh nhân và dùng phương pháp chẩn đoán gồm dự chẩn, ngăn ngừa, trị bệnh; hay còn được gọi bằng thuật ngữ "quan hệ người bệnh-thầy thuốc", nghĩa là bác sĩ làm việc với bệnh nhân dựa trên bệnh sử, bệnh án của họ bằng vấn chẩn  rồi khám tổng quát bằng một số y cụ thông thường như ống nghe, thiết bị nội soi. Sau khi vấn chẩn tìm triệu chứng và khám để tìm dấu hiệu bệnh, bác sĩ thường đề nghị bệnh nhân làm vài xét nghiệm như thử máu, làm sinh thiết hoặc kê đơn thuốc hay là phép điều trị khác nữa.
Nhiều phương pháp chẩn đoán chuyên biệt được dùng phân tích bệnh tình trên cơ sở thông tin cung cấp. Trong buổi vấn chẩn điều rất quan trọng là thu thập được chi tiết nhất mọi dữ liệu liên quan đến bệnh nhân để có được thông tin trung thực nhất, sau đó kết quả vấn chẩn được ghi vào bệnh án. Các bước kế tiếp có thể ngắn hơn nhưng cũng tuân theo quy trình cơ bản như vậy.

## Các ngành y học
Giải phẫu học là nghiên cứu cấu trúc thể chất của sinh vật. Ngược lại với giải phẫu học vĩ mô hoặc tổng thể, tế bào học và mô học liên quan đến cấu trúc vi mô.
Giải phẫu học còn nghiên cứu về các cơ quan của con người.
Hóa sinh học là nghiên cứu về hóa học diễn ra trong sinh vật sống, đặc biệt là cấu trúc và chức năng của các thành phần hóa học của chúng.
Cơ sinh học (Biomechanics) là nghiên cứu cấu trúc và chức năng của các hệ thống sinh học bằng các phương pháp của Cơ học,
Chức năng hoạt động và nguyên lý hoạt động của một loài vật
Thống kê sinh học (Biostatistics) là việc áp dụng thống kê vào các lĩnh vực sinh học theo nghĩa rộng nhất. Kiến thức về thống kê sinh học rất cần thiết trong công tác lập kế hoạch, đánh giá và giải thích kết quả nghiên cứu y khoa. Nó cũng là môn căn bản cho dịch tễ học và y học dựa trên bằng chứng.
Lý sinh học là một khoa học liên ngành sử dụng các phương pháp vật lý và hóa học vật lý để nghiên cứu hệ thống sinh học.
Tế bào học là nghiên cứu vi mô của tế bào, cách hoạt động của tế bào.
Phôi thai học là nghiên cứu sự phát triển sớm của các sinh vật.Quá trình phát triển của một phôi thai và những vấn đề gây ra các dị tật cho phôi thai cũng cần nghiên cứu.
Nội tiết học là nghiên cứu về hoóc môn và các ảnh hưởng của chúng trên cơ thể động vật.
Dịch tễ học là nghiên cứu sự phát triển về số lượng của quá trình bệnh, và bao gồm, không chỉ giới hạn ở việc nghiên cứu dịch bệnh.Nghiên cứu quá trình ủ và phát bệnh, nghiên cứu thuốc chữa.
Di truyền học là nghiên cứu về gien và vai trò của chúng trong việc thừa kế sinh học.
Mô học là nghiên cứu cấu trúc của các mô sinh học bằng kính hiển vi ánh sáng, kính hiển vi điện tử và mô miễn dịch.
Miễn dịch học là nghiên cứu về hệ miễn dịch, bao gồm hệ miễn dịch bẩm sinh và thích ứng ở người.
Vật lý y tế là nghiên cứu ứng dụng các nguyên lý vật lý trong y học.
Vi sinh vật học là nghiên cứu về các vi sinh vật, bao gồm các nguyên sinh, vi khuẩn, nấm và virut.
Sinh học phân tử là nghiên cứu cơ sở phân tử của quá trình nhân bản, sao chép và chuyển dịch những vật liệu di truyền.
Khoa học tâm thần bao gồm những ngành khoa học có liên quan đến việc nghiên cứu hệ thống thần kinh. Trọng tâm chính của khoa học tâm thần là sinh học và sinh lý học của bộ não con người và tủy sống. Một số chuyên khoa lâm sàng liên quan bao gồm thần kinh, phẫu thuật thần kinh và tâm thần.
Khoa học dinh dưỡng (trọng tâm lý thuyết) và chế độ ăn kiêng (trọng tâm thực hành) là nghiên cứu về mối quan hệ giữa thức ăn và thức uống với sức khoẻ và bệnh tật, đặc biệt trong việc xác định chế độ ăn tối ưu. Trị liệu dinh dưỡng y học được các chuyên gia dinh dưỡng thực hiện và được quy định cho bệnh tiểu đường, bệnh tim mạch, trọng lượng và rối loạn ăn uống, dị ứng, suy dinh dưỡng, và các bệnh ung thư.
Bệnh học như một khoa học nghiên cứu về bệnh tật - nguyên nhân, tiến trình, sự tiến triển và sự giải quyết của bệnh.
Dược học là nghiên cứu về thuốc và các tương tác của chúng và cũng cần nghiên cứu các dược liệu cần thiết để bào chế thuốc, những người tạo ra các loại thuốc bào chế mới gọi là Dược Sĩ.
Quang sinh học (Photobiology) là nghiên cứu tương tác giữa bức xạ không ion hóa và sinh vật sống.
Sinh lý học là nghiên cứu về chức năng bình thường của cơ thể và các cơ chế điều tiết cơ bản.
Sinh học phóng xạ (Radiobiology) là nghiên cứu về tương tác giữa bức xạ ion hoá và sinh vật sống.
Độc tố học là nghiên cứu các tác động nguy hại của thuốc và chất độc tác động lên cơ thể của sinh vật.
Sinh học nguyên tử  BEAR (Biological Effects of Atomic Radiation) là nghiên cứu các tác dụng sinh học của nguyên tử bức xạ